# Sekule
Sekule este o comună slovacă, aflată în districtul Senica din regiunea Trnava. Localitatea se află la altitudinea de 158 m deasupra n.m., se întinde pe o suprafață de 23,49 km2 și în 2017 număra 1.746 de locuitori.

## Istoric
Localitatea Sekule este atestată documentar din 1402.

## Demografie
| An:                | 1994 | 2004   | 2014   | 2024   |
| ------------------ | ---- | ------ | ------ | ------ |
| Număr de persoane: | 1578 | 1633   | 1738   | 1724   |
| Diferență:         |      | +3,48% | +6,42% | −0,80% |

| An:                | 2023 | 2024   |
| ------------------ | ---- | ------ |
| Număr de persoane: | 1732 | 1724   |
| Diferență:         |      | −0,46% |